# Thomas Van den Keybus
Thomas Van den Keybus (ur. 25 kwietnia 2001 w Brugii) – belgijski piłkarz występujący na pozycji środkowego pomocnika w belgijskim klubie Club Brugge.

## Kariera klubowa

### Club Brugge
W 2014 roku dołączył do akademii Club Brugge. W 2020 roku został przesunięty do pierwszego zespołu. W sierpniu 2020 podpisał z klubem nowy kontrakt ważny do 2023 roku. Zadebiutował 27 września 2020 w meczu Eerste klasse A przeciwko Cercle Brugge (2:1). 2 grudnia 2020 zadebiutował w fazie grupowej Ligi Mistrzów UEFA w meczu przeciwko Zenitowi Petersburg (3:0). W sezonie 2020/21 jego drużyna zajęła pierwsze miejsce w tabeli i zdobyła mistrzostwo Belgii.

## Kariera reprezentacyjna

### Belgia U-16
W 2017 roku otrzymał powołanie do reprezentacji Belgii U-16. Zadebiutował 29 marca 2017 w meczu towarzyskim przeciwko reprezentacji Luksemburga U-16 (1:2), w którym zdobył swoją pierwszą bramkę.

### Belgia U-19
W 2019 roku otrzymał powołanie do reprezentacji Belgii U-19. Zadebiutował 8 sierpnia 2019 w meczu towarzyskim przeciwko reprezentacji Japonii U-19 (2:0).

## Statystyki
(aktualne na dzień 10 lipca 2021)
| Klub               | Sezon              | Liga               | Liga  | Liga   | Puchar kraju | Puchar kraju | Europa | Europa | Suma  | Suma   |
| Klub               | Sezon              | Liga               | Mecze | Bramki | Mecze        | Bramki       | Mecze  | Bramki | Mecze | Bramki |
| ------------------ | ------------------ | ------------------ | ----- | ------ | ------------ | ------------ | ------ | ------ | ----- | ------ |
| Club Brugge        | 2020/21            | Eerste klasse A    | 2     | 0      | 1            | 0            | 2      | 0      | 5     | 0      |
| Club Brugge        | Ogólnie            | Ogólnie            | 2     | 0      | 1            | 0            | 2      | 0      | 5     | 0      |
| Ogólnie w karierze | Ogólnie w karierze | Ogólnie w karierze | 2     | 0      | 1            | 0            | 2      | 0      | 5     | 0      |

## Sukcesy

### Club Brugge
- Mistrzostwo Belgii (1×): 2020/2021